# Nicola Pizzi
Nicola Nello Pizzi (Lucca, 27 giugno 1966) è un tiratore a segno italiano, è stato componente della Squadra Nazionale di Pistola automatica.
È sposato con Maura Genovesi anch'essa tiratrice della Nazionale. Si è cimentato in molte specialità del Tiro raggiungendo il podio ai Campionati Italiani in quasi tutte le Pistole eccetto la Pistola a 10 metri. Per scommessa nel 2013 ha partecipato alla stagione di Campionato Italiano nella Carabina a 10 metri ottenendo un bronzo di fascia "C". Dal 2013 è tecnico della Regione Toscana per quanto riguarda l'Attività Tecnica Regionale dei Giovani Tiratori. E' Tecnico Federale di 3° livello e formatore UITS.

## Carriera
Fra i vari risultati spiccano:
- 3 titoli Italiani
- Bronzo a Squadre ai Campionati mondiali di tiro 2006 di Zagabria, ottenuto insieme a Marco Liberato di Perugia e Riccardo Mazzetti di Legnano.
- record italiano di Pistola automatica con 583/600 dal 2007 al 2010.
- Record Personali nelle varie specialità:
- Pistola Automatica - 583
- Pistola Standard - 571
- Pistola Grosso Calibro - 579
- Pistola Sportiva - 578
- Pistola Libera - 541
- Pistola a 10 metri 40 colpi - 383
- Pistola a 10 metri 60 colpi - (ante 1989) 582 - (dopo 1989) 575
- Tiro Celere Militare - 580
- Carabina a 10 metri 40 colpi - 379
- Carabina a 10 metri 60 colpi - 558
- Bersaglio Mobile 10 metri 60 colpi - 358
- Bersaglio Mobile corse miste 40 colpi - 346
- Carabina a Terra - 558
- Carabina 3 Posizioni - 492